# The Hand That Feeds
The Hand That Feeds (укр. Рука, що годує тебе) — перший сингл з альбому With Teeth американського індастріал-гурту Nine Inch Nails. Реліз синглу відбувся 28 березня 2005. «The Hand That Feeds» має номер Halo 18 і є вісімнадцятим офіційним релізом гурту.
Пісня «The Hand That Feeds» зайняла високі місця в чартах, зокрема в Modern Rock Tracks композиція досягла першого рядка, де і залишалася протягом п'яти тижнів. «The Hand That Feeds» також посіла друге місце в чарті Mainstream Rock Tracks. 8 лютого 2006 року пісня була номінована на премію «Ґреммі» у категорії «Найкраще хард-рок виконання».

## Про сингл
Радіоротація пісні «The Hand That Feeds» почалася в березні 2005 року. 15 квітня на офіційному вебсайті гурту з'явилося посилання на фрагменти «The Hand That Feeds». Програма GarageBand для Mac OS дозволяла створити ремікс на композицію за допомогою цих фрагментів.
Nine Inch Nails повинні були зіграти «The Hand That Feeds» на церемонії вручення премії MTV Movie Awards, але через конфлікт Трента і MTV, щодо планів гурту супроводжувати виконання пісні зображенням Джорджа Буша, виступ було скасовано.
Відеокліп був знятий Робом Шеріданом. У кліпі показано гурт Nine Inch Nails, виконавця пісні «The Hand That Feeds». При створенні відео Роб Шерідан використовував панорамне знімання, внаслідок чого під час перегляду кліпу можна побачити спотворення відеосигналу, наприклад пікселізацію та розгорнення. Режисер Ієн Інаба знімав на пісню альтернативний кліп, але він так і не був завершений, оскільки гурт вважав його сюжет занадто спірним. 
З 17 травня 2005 року музичне відео було доступно на офіційному вебсайті Nine Inch Nails. Пізніше кліп почали транслювати на різних музичних каналах.

## Релізи
- Island Records CID888 — CD
- Island Records CIDV888 — DVD
- Island Records 9IS888 — 9" вініл
- Interscope Records HALO_18 V2 — 10" вініл (обмежене видання)
- Interscope Records INTR-11401-7 — 7" вініл (промо)
- Interscope Records B0005127-11 — 12" вініл, Photek remixes
- Interscope Records B0005129-11 — 12" вініл, DFA remixes

## Список композицій

### CD
1. «The Hand That Feeds» (3:38)
2. «The Hand That Feeds» [Straight mix] (7:46)
3. «The Hand That Feeds» [Dub mix] (7:52)  (тільки в обмеженому виданні)

### DVD
1. «The Hand That Feeds» [відео]
2. «The Hand That Feeds»
3. «The Hand That Feeds» [Straight mix]

### 9" вініл
1. «The Hand That Feeds»
2. «The Hand That Feeds» [Dub Mix]

### 7" і 10" (промо-видання)
1. «The Hand That Feeds»
2. «Home» (3:12)

### 12" Photek remixes
1. «The Hand That Feeds» [Straight Mix]
2. «The Hand That Feeds» [Ruff Mix] (3:58)
3. «The Hand That Feeds» [Dub Instrumental] (7:51)
4. «The Hand That Feeds»

### 12" DFA remixes
1. «The Hand That Feeds» [DFA Remix] (9:02)
2. «The Hand That Feeds» [DFA Remix Instrumental] (9:01)
3. «The Hand That Feeds» [DFA Version I] (14:12)